# Adrienne Johnson (cestista 1989)
Adrienne Sanaa Johnson (Lafayette, 18 gennaio 1989) è un'ex cestista statunitense.
Ala di 182 cm, ha giocato in Serie A1 con Lucca e Cagliari.

## Carriera
È stata selezionata dalle Connecticut Sun al terzo giro del Draft WNBA 2011 (28ª scelta assoluta).